# Mito del carro e dell'auriga

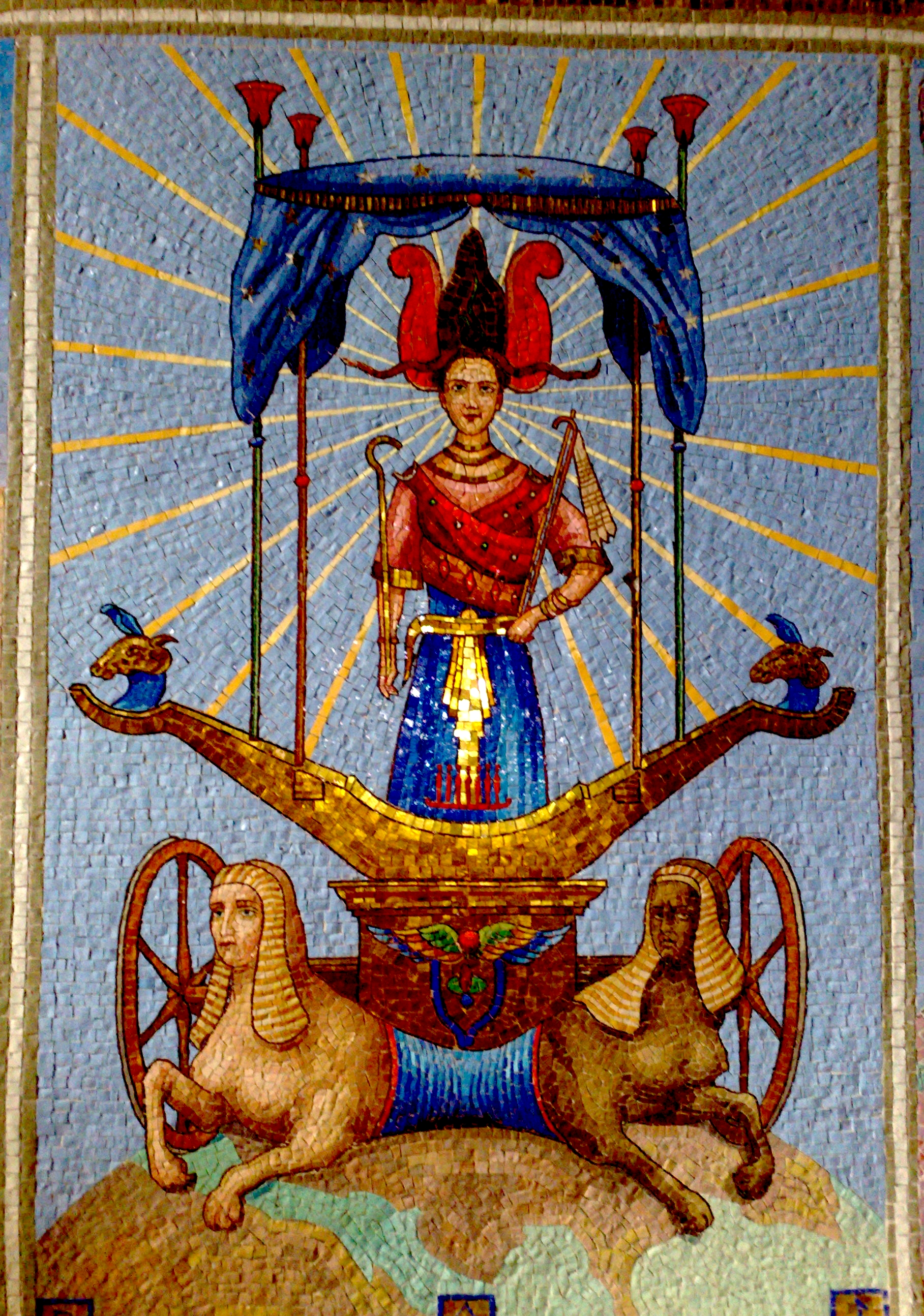
Il Carro, settimo arcano dei Tarocchi.

Il mito del carro e dell'auriga, o della biga alata, tratto dal Fedro di Platone, serve a spiegare la teoria platonica della reminiscenza dell'anima, un fenomeno che durante la reincarnazione produce ricordi legati alla vita precedente. Racconta di una biga su cui si trova un auriga, personificazione della parte razionale o intellettiva dell'anima (logistikòn). La biga è trainata da una coppia di cavalli, uno bianco e uno nero: quello bianco raffigura la parte dell'anima dotata di sentimenti di carattere spirituale (thymoeidès), e si dirige verso il mondo delle Idee; quello nero raffigura la parte dell'anima concupiscibile (epithymetikòn) e si dirige verso il mondo sensibile. I due cavalli sono tenuti per le briglie dall'auriga che, come detto, rappresenta la ragione: questa non si muove in modo autonomo ma ha solo il compito di guidare.
(Platone, Fedro, 246 a-b )
La biga deve essere diretta verso l'Iperuranio, un luogo metafisico a forma di anfiteatro dove risiedono le "Idee".
Lo scopo dell'anima, infatti, è contemplare il più possibile l'Iperuranio e assorbirne la sapienza delle idee. L'auriga quindi deve riuscire a guidare i cavalli nella stessa direzione, verso l'alto, tenendo a bada quello nero e spronando quello bianco, in modo da evitare o ritardare il più possibile di "precipitare" nella reincarnazione.
Chi è precipitato subito rinascerà come una persona ignorante o comunque lontana dalla saggezza filosofica, mentre coloro che sono riusciti a contemplare l'Iperuranio per un tempo più lungo rinasceranno come saggi e come filosofi.
Questo mito, che serve a spiegare la reminiscenza, è riconducibile all'immortalità dell'anima.
Il mito del carro alato descrive la virtù platonica della temperanza (sophrosyne) che consiste nel dominio dell'anima razionale su quella concupiscente e irascibile.